# Kępiny Wielkie
Kępiny Wielkie, deutsch Zeyersniederkampen, ist ein Dorf mit 120 Einwohnern in der Landgemeinde Elbląg in der Woiwodschaft Ermland-Masuren. Es liegt ungefähr 17 Kilometer nördlich von Elbląg (Elbing) und 93 km nordwestlich der Regionalhauptstadt Olsztyn (Allenstein).
Im Deutschen Reich gehörte es in Preußen zur Provinz Westpreußen und von 1920 bis 1945 zu Ostpreußen.
Bartel Mehrmann wurde 1931 für seine 50-jährige Dienstzeit als Gemeindevorsteher geehrt.

## Söhne und Töchter des Ortes
- Manfred Jürgen Matschke (* 1943), deutscher Ökonom und emeritierter Professor für Betriebswirtschaftslehre